# Jøran Kallmyr

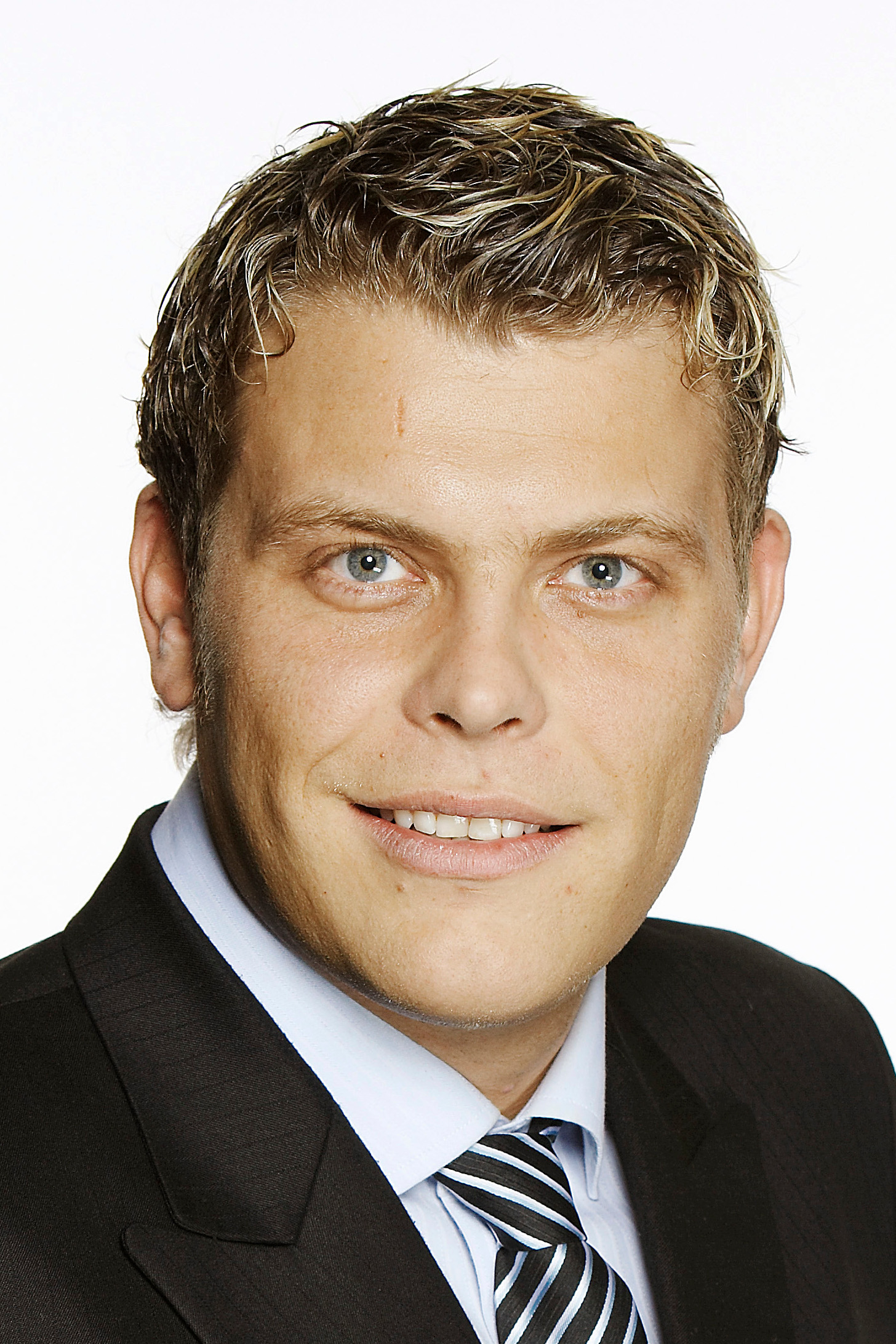
Jøran Kallmyr, 2009

Jøran André Smedal Kallmyr (* 15. April 1978 in Fræna) ist ein norwegischer Politiker der Fremskrittspartiet (FrP). Von März 2019 bis Januar 2020 war er der Justiz- und Einwanderungsminister seines Landes.

## Leben
Kallmyr war in seiner Jugend in der Jugendorganisation Fremskrittspartiets Ungdom (FpU) organisiert. Er stand sowohl der FpU in der Provinz Møre og Romsdal sowie in Oslo vor. Im Stadtrat von Oslo saß er von 2007 bis 2015. In den Jahren 2009 bis 2011 war er Mitglied des Byråds der Stadt, wobei er die Zuständigkeit für den Bereich Verkehr, Umwelt und Wirtschaft hatte. Im Jahr 2012 beendete Kallmyr sein Studium der Rechtswissenschaften an der Universität Oslo mit einem Masterabschluss.
Am 17. Oktober 2014 wurde er unter Anders Anundsen als Nachfolger von Himanshu Gulati zum Staatssekretär im Justiz- und Bereitschaftsministerium ernannt. Ab dem 16. Dezember 2015 setzte er seine Tätigkeit unter der Ministerin Sylvi Listhaug fort. Aus dem Amt als Staatssekretär schied er schließlich am 19. Februar 2016 aus. Nach seiner Zeit als Staatssekretär begann er als Anwalt bei der Anwaltskanzlei Ræder zu arbeiten, wo er als Partner fungierte.
Nach dem Rücktritt seines Parteikollegen Tor Mikkel Wara wurde Kallmyr am 29. März 2019 zum neuen Justiz- und Einwanderungsminister in der Regierung Solberg ernannt. Nachdem Ende Mai 2019 bekannt wurde, dass die für Einwanderungsfragen zuständige Behörde Utlendingsdirektoratet der Auffassung war, dass sein philippinisches Au-pair illegal für ihn gearbeitet hätte, wurden die Bereiche der Gesetzgebung, die Au-pairs betreffen, an das Ministerium für Bildung und Integration übergeben. Nach dem Regierungsaustritt seiner Partei schied Jøran Kallmyr am 24. Januar 2020 aus dem Kabinett aus. Er kehrte anschließend zu seiner Tätigkeit als Anwalt zurück.